# Devetinți, Burgas
Devetinți (în bulgară Деветинци) este un sat în comuna Karnobat, regiunea Burgas,  Bulgaria. 

## Demografie
Componența etnică a satului Devetinți
     Bulgari (94,33%)
     Nicio identificare (5,66%)
     Altele (0%)
La recensământul din 2011, populația satului Devetinți era de 53 locuitori. Din punct de vedere etnic, majoritatea locuitorilor (94,33%) erau bulgari. Pentru 5,66% din locuitori nu este cunoscută apartenența etnică.